# Polaryzacja immunologiczna
Polaryzacja immunologiczna (także dewiacja immunologiczna) – jedno ze zjawisk o kluczowym znaczeniu dla regulacji odpowiedzi odpornościowej. Polega ono na tym, że w wyniku działania antygenu oraz różnych czynników rozpuszczalnych (głównie cytokin) dochodzi do różnicowania limfocytów Th w jeden z dwu podtypów:
- limfocyty Th1, mające zdolność wspierania odpowiedzi komórkowej
- limfocyty Th2, wpływające dodatnio na odpowiedź humoralną

Jeśli dojdzie do przewagi jednego z tych rodzajów, dojdzie także do przewagi odpowiedzi komórkowej nad humoralną lub vice versa. Ma to olbrzymie znaczenie, gdyż umożliwia precyzyjny dobór środków w walce z danym rodzajem patogenu.

## Mechanizm polaryzacji immunologicznej
Do polaryzacji immunologicznej dochodzi zwykle w wyniku dłuższej stymulacji układu odpornościowego antygenem, co oznacza, że nasze systemy obronne nie są w stanie poradzić sobie ze zwalczeniem antygenu. Pierwszym krokiem jest więc pobudzenie limfocytów Th dziewiczych, oznaczanych skrótem ThP. Dochodzi w tym przypadku do typowej prezentacji antygenu, a w wyniku pobudzenia limfocytu ThP powstaje limfocyt Th0. Cechą charakterystyczną tego typu limfocytów jest wydzielanie takich cytokin, jak IFN-γ, Interleukina 2, Interleukina 4, GM-CSF i wiele innych. Cytokiny te pełnią funkcję regulacyjną, czego wynikiem jest często takie ukierunkowanie odpowiedzi odpornościowej, które zapewnia eliminację patogenu.
Jeśli obecność antygenu się przedłuża, dochodzi do dalszego różnicowania limfocytów Th0, w wyniku czego dochodzi do pojawienia się komórek Th1 lub Th2, przy czym mogą one albo pozostawać w równowadze, albo któryś z typów komórek uzyskuje przewagę. Najważniejszą rzeczą w tym miejscu jest jednak to, że limfocyty Th1 i Th2 działają względem siebie antagonistycznie – wydzielane przez nie cytokiny mają zdolność hamowania rozwoju lub funkcji drugiego typu komórek.
Czynnikami, które doprowadzają do powstania limfocytów Th1 są IFN-γ oraz Interleukina 12, podczas gdy Interleukina 4 kieruje różnicowanie w stronę limfocytów Th2. 
- limfocyty Th1 wytwarzają IFN-γ oraz Interleukinę 2 (jest to ich cecha charakterystyczna, chociaż dodatkowo mogą wydzielać także inne cytokiny, ale nie Interleukinę 4 i Interleukinę 10) – cytokiny te wpływają dodatnio na odpowiedź komórkową
- limfocyty Th2 wydzielają Interleukinę 4, Interleukinę 5, Interleukinę 10 i Interleukinę 13 – wszystkie one wpływają na rozwój odpowiedzi humoralnej

Jak widać, limfocyty Th1 mogą wydzielać IFN-γ, który wspiera ich rozwój, z drugiej zaś strony cytokina ta hamuje funkcję i proliferację limfocytów Th2. Z kolei Interleukina 4, wydzielana przez limfocyty Th2, wpływa dodatnio na te komórki, natomiast Interleukina 4, Interleukina 10 i Interleukina 13 hamują wydzielanie cytokin przez komórki Th1 i generalnie wpływają supresyjnie na rozwój odpowiedzi komórkowej.

## Komórki dendrytyczne a polaryzacja immunologiczna
Komórki prezentujące antygen, a zwłaszcza komórki dendrytyczne, mogą wywierać bezpośredni wpływ na komórki Th podczas prezentacji antygenu. W ten sposób możliwe jest powiązanie właściwości danego antygenu z odpowiednią populacją limfocytów (Th1 lub Th2), co z kolei rzutuje na jakość i skuteczność odpowiedzi odpornościowej.
Ze względu na zdolność do ukierunkowania polaryzacji immunologicznej w stronę limfocytów Th1 lub Th2, wyróżnia się dwa rodzaje komórek dendrytycznych:
- komórki DC1, które promują odpowiedź Th1
- komórki DC2, wspierające odpowiedź typu Th2

Mechanizm polaryzacji immunologicznej z udziałem komórek dendrytycznych jest w zasadzie taki sam, jak w przypadku ich nieobecności – komórka dendrytyczna wydziela wspomniane wcześniej cytokiny, przy czym w zależności od ich stężeń limfocyt Th będący pod ich działaniem rozwija się w komórkę Th1 lub Th2.

## Sens biologiczny
Polaryzacja immunologiczna jest niezwykle istotnym procesem w rozwoju odpowiedzi odpornościowej, wiąże się ona bowiem z problemem wyboru mechanizmów odpowiedzi humoralnej lub komórkowej. Jest to o tyle istotne, że zwykle dany patogen jest zwalczany albo za pomocą mechanizmów komórkowych, albo humoralnych, zaś złe dopasowanie mechanizmu do patogenu powoduje, że organizm nie może wyeliminować danego patogenu.
Porównajmy np. zakażenie bakteryjne i wirusowe. W pierwszym przypadku mamy do czynienia z czynnikiem etiologicznym występującym pozakomórkowo (np. w płynach ustrojowych) i podatnym na atak przeciwciał oraz dopełniacza. Obecność przeciwciał pozwala na opłaszczenie takiego patogenu (opsonizacja) i jego pochłonięciu przez komórki żerne. Jak więc widać, w usuwaniu bakterii niezbędne są przeciwciała, będące elementem odpowiedzi humoralnej. W wielu chorobach bakteryjnych dochodzi do polaryzacji odpowiedzi odpornościowej w kierunku Th2, jest to bowiem sposób na wybranie humoralnych mechanizmów odpornościowych.
Z kolei w przypadku wirusa uruchomione powinny być mechanizmy komórkowe, zwłaszcza komórki NK i limfocyty Tc. Wymaga to aktywacji limfocytów Th1, co rzeczywiście jest obserwowane podczas infekcji wirusowej. Także te gatunki bakterii, które występują głównie wewnątrzkomórkowo (np. prątek gruźlicy) są niszczone z użyciem mechanizmów komórkowych.
Klasycznym przykładem znaczenia polaryzacji są doświadczenia na myszach zakażonych pierwotniakami Leishmania sp., które to pasożyty rozwijają się wewnątrzkomórkowo. Przekierowanie odpowiedzi w stronę limfocytów Th1 (poprzez podanie odpowiednich cytokin) powoduje szybkie wyzdrowienie myszy. W przypadku skierowania odpowiedzi w stronę limfocytów Th2 nie dochodzi do pozbycia się pierwotniaka, co skutkuje śmiercią myszy. Widać więc jasno, że polaryzacja immunologiczna jest zjawiskiem, pełniącym kluczową rolę w regulacji odpowiedzi odpornościowej. Nic więc dziwnego, że polaryzacja jest wciąż badana w laboratoriach na całym świecie i różne zjawiska immunologiczne bezpośrednio lub pośrednio są związane z tym procesem.

## Zastosowanie terapeutyczne
Ze względu na biologiczne znaczenie polaryzacji immunologicznej proces ten może być wykorzystany w leczeniu, chociaż podobnie jak w innych przypadkach immunoterapii mamy obecnie do czynienia raczej z pierwszymi próbami, niż z całkowicie dopracowanymi metodami leczenia, co związane jest chociażby z tym, że immunologia jest stosunkowo młodą dziedziną nauki.
Polaryzację immunologiczną próbuje się zastosować m.in. w:
- terapii nowotworów – komórki nowotworowe są zwalczane przez limfocyty Tc oraz komórki NK, co wymaga pobudzenia komórkowych mechanizmów odpornościowych, a więc wygenerowania w organizmie chorego limfocytów Th1
- leczeniu chorób autoimmunizacyjnych – w tym wypadku nie ma korelacji pomiędzy podłożem choroby (komórkowym lub humoralnym) a polaryzacją immunologiczną. Wiadomo jednak, że pobudzenie limfocytów Th2 spowalnia postęp choroby i łagodzi jej skutki, zaś limfocyty Th1 zaostrzają objawy chorobowe
- leczeniu alergii – u alergików dominują limfocyty Th2, co związane jest z humoralnym podłożem chorób alergicznych. Wydaje się, że przekierowanie odpowiedzi w stronę limfocytów Th1 może mieć zbawienne wręcz skutki; prawdopodobnie obecnie stosowana immunoterapia alergenem (tzw. szczepionka przeciwalergiczna) powoduje właśnie spadek ilości komórek Th2 i zwiększenie ilości limfocytów Th1.

Ze względu na istotną rolę polaryzacji immunologicznej można się spodziewać rozwoju kolejnych metod terapeutycznych, bazujących na tym zjawisku.

Przeczytaj ostrzeżenie dotyczące informacji medycznych i pokrewnych zamieszczonych w Wikipedii.